# Farvevisse
Farve-Visse (Genista tinctoria) er en 20-50 cm høj halvbusk, der vokser på heder, skrænter og i vejkanter. Den har ingen torne til forskel fra de andre Visse-arter i Danmark. Planten er giftig i alle dele. Den har tidligere været brugt som farveplante, heraf navnet.

## Beskrivelse
Farve-Visse er lille busk med en tæt og rund vækstform. Hovedgrenene er opstigende med tætsiddende sidegrene. Barken er først lysegrøn og fint håret. Senere bliver den stribet og fint furet. Gamle grene har en grågrøn, knudret bark. Knopperne sidder spredt, og de er meget små og tæt dækket af lyse hår. Bladene er lancetformede og helrandede med fine hår langs randen. Over- og undersiderne har samme, græsgrønne farve.
Blomstringen sker i juli-august. Blomsterne sidder samlet i klaser ved enden af hvert skud. De enkelte blomster er smørgule og uregelmæssige (som en meget smal gyvelblomst). Frugterne er små bælge, der rummer 5-10 små, spiredygtige frø.
Rodnettet består af en enkelt, dybtgående pælerod med forholdsvist få siderødder. Farve-Visse har – som alle ærteblomstrede – knolde med kvælstofsamlende bakterier på rødderne.
Højde x bredde og årlig tilvækst: 0,6 x 0,6 m (40 x 40 cm/år). Målene kan anvendes ved udplantning.

## Voksested
Farve-Visse er vidt udbredt på mineralfattig, gruset bund overalt i de mere varme dele af Europa (herunder Danmark), hvor den optræder på heder og overdrev, langs veje og skovbryn og i lyse ege- og fyrreskove.
I Danmark findes den hist og her i Syd- og Midtjylland på heder, skrænter og i vejkanter, mens den er sjælden eller manglende i resten af landet.
| Portal | Portal:Botanik |